# Aphanes parodii
Aphanes parodii är en rosväxtart som först beskrevs av Ivan Murray Johnston, och fick sitt nu gällande namn av Werner Hugo Paul Rothmaler. Aphanes parodii ingår i släktet jungfrukammar, och familjen rosväxter. Inga underarter finns listade i Catalogue of Life.